# Miguel del Bec-Crespin
Miguel del Bec-Crespin (en francés, Michel du Bec-Crespin; Mortemer, Francia, ? - Aviñón, Francia, 3 de agosto de 1318), fue un cardenal de la Iglesia católica de origen francés.

## Biografía
Nacido en Mortemer en Normandía, era hijo de Jean de Bec, barón de Boury, y de Thiphaine Paon. Su apellido aparece en los documentos también como Becco, Beton o du Bech. Diácono de las iglesias de Saint-Quentin en Normandía, fue luego archidiácono del capítulo de la catedral de París.
Fue nombrado cardenal por el papa Clemente V en el consistorio de 13 de diciembre de 1312 con el título de Santo Stefano al Monte Celio. Participó en el cónclave de 1314-16 que eligió a Juan XXII.
Murió el 3 de agosto de 1318 en Aviñón y fue sepultado en la capilla de San Miguel, que él mismo hizo construir, sobre el lado izquierdo del coro de la Catedral de Notre-Dame de París.